# Guerbigny
Guerbigny è un comune francese di 263 abitanti situato nel dipartimento della Somme nella regione dell'Alta Francia.
Nel territorio del comune scorre il fiume Avre, affluente della Somme.

## Società

### Evoluzione demografica
Abitanti censiti